# Mukti Makmur
Mukti Makmur is een bestuurslaag in het regentschap Subulussalam van de provincie Atjeh, Indonesië. Mukti Makmur telt 1185 inwoners (volkstelling 2010).